# Carlos Vinícius Santos de Jesus
Carlos Vinícius Santos de Jesus (Itaporanga, 22 juni 1994), of kortweg Carlinhos, is een Braziliaans voetballer.

## Clubcarrière
Carlinhos voetbalde bij Desportivo Brasil toen hij in 2012 ontdekt werd door Bayer Leverkusen. In de heenronde van het seizoen 2012/13 werd hij aan de Duitse club verhuurd. Op 8 november 2012 maakte hij in een Europa League-wedstrijd tegen Rapid Wien zijn debuut voor Leverkusen. Carlinhos kwam ook in de groepswedstrijden tegen Metalist Charkov en Rosenborg BK in actie, in de Bundesliga kwam hij evenwel niet aan spelen toe. Na de winterstop werd hij door de Duitsers doorverhuurd aan tweedeklasser Jahn Regensburg. Met die club eindigde Carlinhos in het seizoen 2012/13 als laatste in het klassement.
Aan het einde van het seizoen 2012/13 keerde hij terug naar Brazilië, waar hij zich aansloot bij SC Internacional. Begin 2015 maakte de toen 20-jarige Carlinhos de overstap naar Atlético Monte Azul, dat hem meteen voor een half jaar uitleende aan Red Bull Brasil.
In de zomer van 2015 werd de aanvallende middenvelder voor een seizoen verhuurd aan het Zwitserse FC Aarau, gevolgd door een uitleenbeurt van een half seizoen aan FC Thun. Na de heenronde van het seizoen 2016/17 werd hij definitief verkocht aan het Portugese Estoril. In augustus 2017 werd hij voor twee miljoen euro verkocht aan Standard Luik.